# Landsort-klass
Landsort-klass är uppkallad efter det första fartyget i klassen i en serie av sju minröjningsfartyg som är byggda mellan åren 1983 och 1992. Fartygen är uppkallade efter kända svenska fyrar. Fartygen har även andra kapaciteter som ubåtsjakt, minsvepning och minutläggning. Fartygen halvtidsmodifierades under åren 2006–2009 med första fartyg HMS Koster. Denna modifiering benämns Koster-klass. Sedan följde i tur och ordning Vinga, Kullen, Ven och Ulvön. Landsort och Arholma modifierades inte.
Under åren 1994 till 1996 exporterades fyra fartyg av typ Landsort till Singapore där de benämndes Bedok-klass. Första fartyget byggdes i sin helhet vid Karlskronavarvet medan de tre övriga plastskroven byggdes i Karlskrona och färdigbyggdes i Singapore.

## Konstruktion
Fartygen är byggda i polyester efter den så kallade sandwichmetoden. Skrovet består av en 6 cm tjock kärna av vinylcellplast (divinycell), som på båda sidor omslutits av ett lager glasfiberarmerad polyester. I stället för propellrar som framdrivning finns två specialdesignade Voith-Schneider aggregat.

## Beväpning
Fartygen är bestyckade med en Bofors 40 mm allmålspjäs och två kulspruta 58. Det finns även möjlighet att ta ombord och fälla minor och sjunkbomber. Efter halvtidsmodifieringen omklassades fartyget och den nya klassen, Koster-klass, fick bland annat spanings- respektive eldledningsradar.

## Besättning
På fartyget fanns det plats för 16 officerare och 14 värnpliktiga.

## Fartyg i klassen
| Fartygsnummer | Namn         | Byggandet påbörjas | Sjösattes       | I tjänst         | Regemente | Status                                  |
| ------------- | ------------ | ------------------ | --------------- | ---------------- | --------- | --------------------------------------- |
| M71           | HMS Landsort |                    | 2 november 1982 | 19 april 1984    |           | Avrustades 2009                         |
| M72           | HMS Arholma  |                    | 1984            |                  |           |                                         |
| M73           | HMS Koster   |                    | 15 augusti 1986 | 28 november 1986 |           | Uppgraderad till Koster-klass 2008-2010 |
| M74           | HMS Kullen   |                    | 15 augusti 1986 | 28 november 1986 |           | Uppgraderad till Koster-klass 2008-2010 |
| M75           | HMS Vinga    |                    | 14 augusti 1987 | 27 november 1987 |           | Uppgraderad till Koster-klass 2008-2010 |
| M76           | HMS Ven      |                    | 18 augusti 1988 | 12 december 1988 |           | Uppgraderad till Koster-klass 2008-2010 |
| M77           | HMS Ulvön    |                    | 4 mars 1992     | 9 oktober 1992   |           | Uppgraderad till Koster-klass 2008-2010 |